# (1149) Volga
(1149) Volga es un asteroide perteneciente al cinturón de asteroides descubierto el 1 de agosto de 1929 por Evgueni Fiodórovich Skvortsov desde el observatorio de Simeiz en Crimea.
Está nombrado por el Volga, uno de los ríos más caudalosos de Rusia.